# Apanteles gobicus
Apanteles gobicus är en stekelart som beskrevs av Papp 1976. Apanteles gobicus ingår i släktet Apanteles och familjen bracksteklar. Inga underarter finns listade i Catalogue of Life.